# Viburnum burejaeticum
Viburnum burejaeticum Regel & Herd., 1862 è una pianta arbustiva della famiglia delle Viburnaceae.

## Descrizione
Arbusto fortemente ramificato alto fino a 3 m, a volte un piccolo albero con una corona aperta, aperta, tronco grigio e rami nudi grigio-grigi. Foglie solide, ovali, affilate nella parte superiore, con un bordo dentato, verde scuro sopra, con peli radi, più chiaro sotto. Bordo fiori in infiorescenza piccola, crema. I frutti sono neri, dolci.

## Distribuzione e habitat
Si trova nei territori della Russia estremo-orientale (Amur, Primorye e Khabarovsk), della Cina nord-orientale (Mongolia Interna, Manciuria), della Mongolia e della Corea del Nord.
Cresce sulle pendici e sulle valli dei fiumi di montagna, singolarmente o in piccoli gruppi.

## Usi
Pianta di miele e pianta ornamentale. I frutti sono commestibili.